# Голям дъвкателен мускул
Големият дъвкателен мускул (musculus masseter) е един от четирите дъвкателни мускула при човека. Той има четириъгълна форма и се прикрепва за външната повърхност на долночелюстната кост. Разделя се на повърхностна и дълбока част. Повърхностната започва от долния ръб на скуловата кост, а дълбоката — от скуловата дъга.
Този мускул движи долната челюст нагоре и я притиска към горната.